# Wuenheim
Wuenheim (prononcer [vynaim]  ; en dialecte alsacien : Wüena) est une commune française située dans l'aire d'attraction de Mulhouse et faisant partie de la collectivité européenne d'Alsace (circonscription administrative du Haut-Rhin), en région Grand Est.
Cette commune se trouve dans la région historique et culturelle d'Alsace.
Ses habitants sont appelés les Wuenheimois.

## Géographie
Wuenheim fait partie du canton de Guebwiller et de l'arrondissement de Thann-Guebwiller. Le village se trouve à 5 km de Guebwiller et à 2 km de Soultz et non loin de la route des vins d'Alsace qui peut facilement être rejointe par la route nationale 83.
C'est une des 188 communes du parc naturel régional des Ballons des Vosges.
| Soultz-Haut-Rhin | Jungholtz       | Soultz-Haut-Rhin |
|                  | Wuenheim        |                  |
| Wattwiller       | Hartmannswiller |                  |

### Cours d'eau
- Le Wuenheimerbach.

### Toponymie
L'orthographe du toponyme n'a cessé de varier au cours des âges:Hunach en 1210, Vůna en 1271, Wovnach 1272, Wůnahc et Wunach 1284, Fúnach 1287, Wunach 1291, W°nach 1293...
Puis Wuna (1294), Wuenach (1295), Wuona (1298), Winach, Woenach (1302), Wounach (1307), Gúnach (1345), Wonach (1362), Wunach, (1377), Wohnheim (1400), Wunheim (1421), Wonheym (1426), Wonheim ou Wunnenheim (1477), Bunen (1576), Wohnheim (1597, 1662), VVunnenheim, Wünheim... L’orthographe actuel de Wuenheim a été confirmée par un rectificatif à l'arrêté du 18 août 1924 du commissaire général de la République à Strasbourg. L'orthographe allemande est Wünheim.
L'explication du nom est incertaine. Le toponyme pourrait remonter à la période celtique et dans ce cas signifierait "hauteur boisée". Plus tard, pendant la période romaine et alémanique, il aurait signifié "terre défrichée". Ernest NEGRE, quant à lui, pense que le nom provient de son fondateur Huno.

### Hydrographie

#### Réseau hydrographique
La commune est dans le bassin versant du Rhin au sein du bassin Rhin-Meuse. Elle est drainée par le Wuenheim, le ruisseau Guttenbachrunz et le Fridolinsbach,,.
Le Wuenheim, d'une longueur de 13 km, prend sa source dans la commune de Soultz-Haut-Rhin et se jette  dans le Lohbach à Feldkirch, après avoir traversé quatre communes.

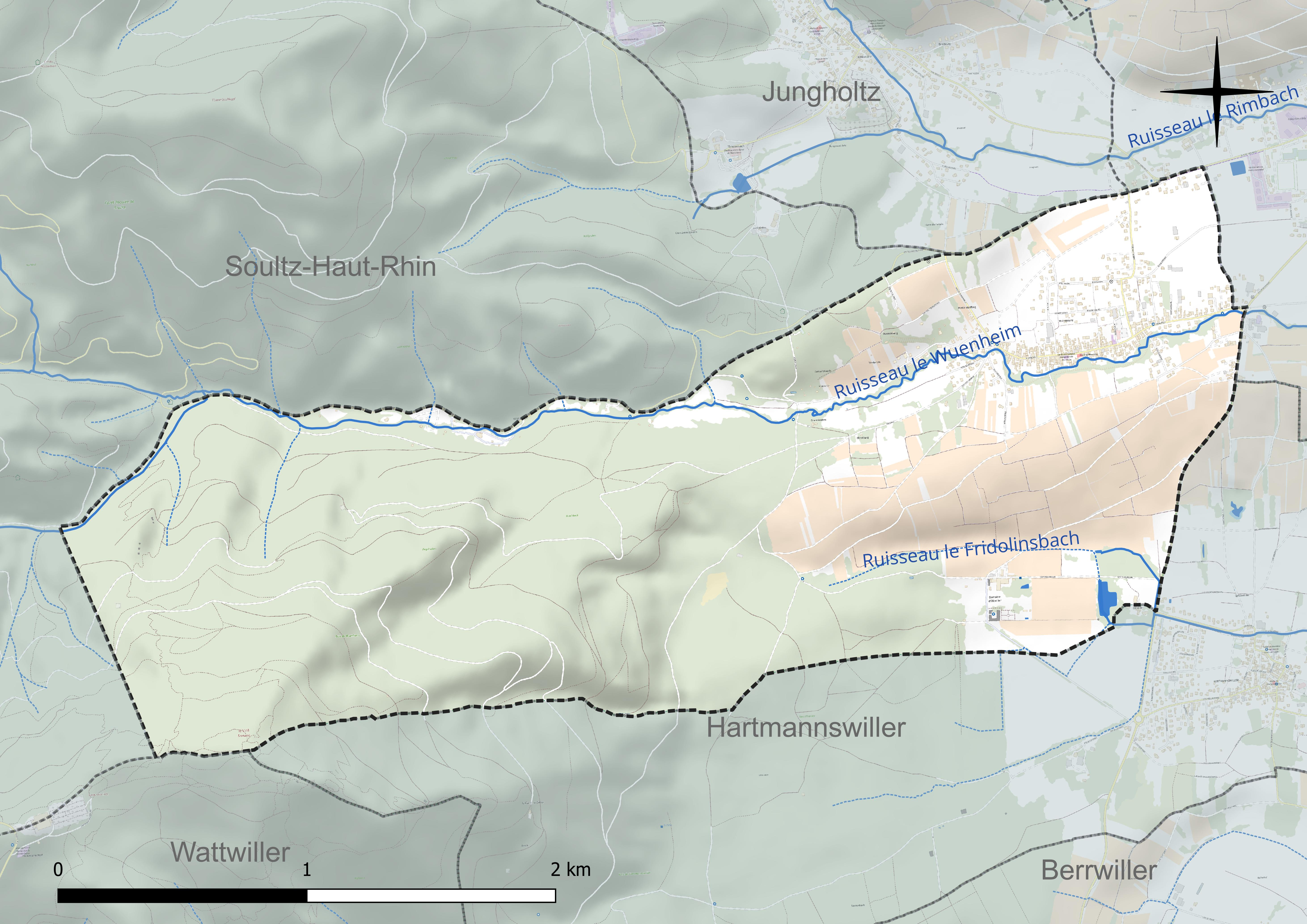
Réseau hydrographique de Wuenheim.

#### Gestion et qualité des eaux
Le territoire communal est couvert par le schéma d'aménagement et de gestion des eaux (SAGE) « Lauch ». Ce document de planification concerne les bassins versants de la Lauch, de l’Ohmbach et du Rimbach, dont le territoire s'étend sur 358 km2. Le périmètre a été arrêté le 7 mars 2013 et le SAGE proprement dit a été approuvé le 15 janvier 2020. La structure porteuse de l'élaboration et de la mise en œuvre est le syndicat mixte « Rivières de Haute-Alsace ».
La qualité des cours d’eau peut être consultée sur un site dédié géré par les agences de l’eau et l’Agence française pour la biodiversité.

### Climat
Pour des articles plus généraux, voir Climat du Grand Est et Climat du Haut-Rhin.
En 2010, le climat de la commune est de type climat des marges montargnardes, selon une étude du Centre national de la recherche scientifique s'appuyant sur une série de données couvrant la période 1971-2000. En 2020, Météo-France publie une typologie des climats de la France métropolitaine dans laquelle la commune est exposée à un climat semi-continental et est dans la région climatique Vosges, caractérisée par une pluviométrie très élevée (1 500 à 2 000 mm/an) en toutes saisons et un hiver rude (moins de 1 °C).
Pour la période 1971-2000, la température annuelle moyenne est de 10,1 °C, avec une amplitude thermique annuelle de 17,1 °C. Le cumul annuel moyen de précipitations est de 762 mm, avec 9,3 jours de précipitations en janvier et 9,2 jours en juillet. Pour la période 1991-2020, la température moyenne annuelle observée sur la station météorologique de Météo-France la plus proche, « Guebwiller », sur la commune de Guebwiller à 4 km à vol d'oiseau, est de 11,4 °C et le cumul annuel moyen de précipitations est de 919,6 mm. 
La température maximale relevée sur cette station est de 39,9 °C, atteinte le 13 août 2003 ; la température minimale est de −16,3 °C, atteinte le 20 décembre 2009,,.
Les paramètres climatiques de la commune ont été estimés pour le milieu du siècle (2041-2070) selon différents scénarios d'émission de gaz à effet de serre à partir des nouvelles projections climatiques de référence DRIAS-2020. Ils sont consultables sur un site dédié publié par Météo-France en novembre 2022.

## Urbanisme

### Typologie
Au 1er janvier 2024, Wuenheim est catégorisée ceinture urbaine, selon la nouvelle grille communale de densité à sept niveaux définie par l'Insee en 2022.
Elle appartient à l'unité urbaine de Guebwiller, une agglomération intra-départementale regroupant huit  communes, dont elle est une commune de la banlieue,,. Par ailleurs la commune fait partie de l'aire d'attraction de Mulhouse, dont elle est une commune de la couronne,. Cette aire, qui regroupe 132 communes, est catégorisée dans les aires de 200 000 à moins de 700 000 habitants,.

### Occupation des sols
L'occupation des sols de la commune, telle qu'elle ressort de la base de données européenne d’occupation biophysique des sols Corine Land Cover (CLC), est marquée par l'importance des forêts et milieux semi-naturels (62,6 % en 2018), une proportion identique à celle de 1990 (62,6 %). La répartition détaillée en 2018 est la suivante :
forêts (62,6 %), cultures permanentes (16,3 %), zones agricoles hétérogènes (10,9 %), zones urbanisées (7,2 %), terres arables (3 %). L'évolution de l’occupation des sols de la commune et de ses infrastructures peut être observée sur les différentes représentations cartographiques du territoire : la carte de Cassini (XVIIIe siècle), la carte d'état-major (1820-1866) et les cartes ou photos aériennes de l'IGN pour la période actuelle (1950 à aujourd'hui).

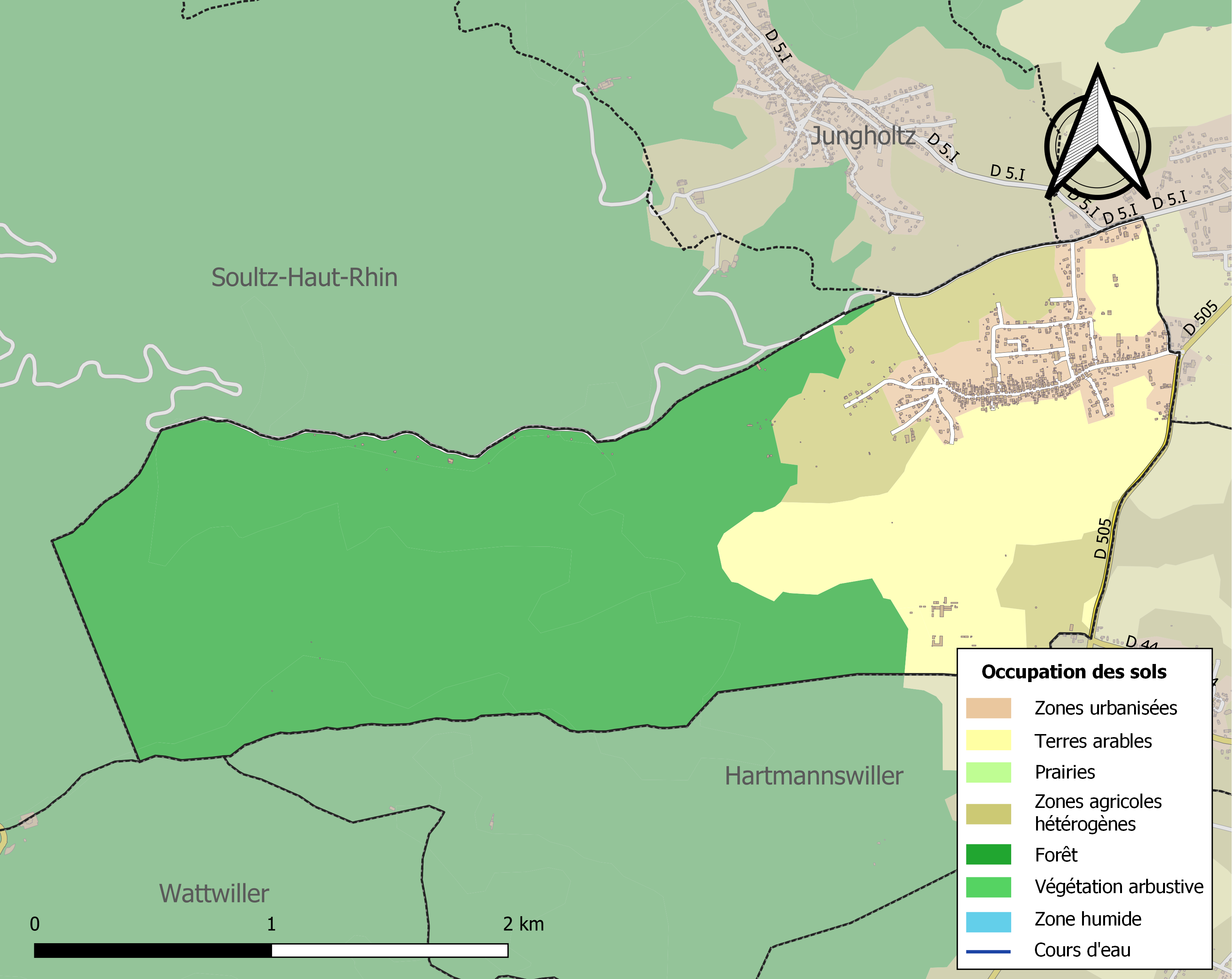
Carte des infrastructures et de l'occupation des sols de la commune en 2018 (CLC).

## Histoire

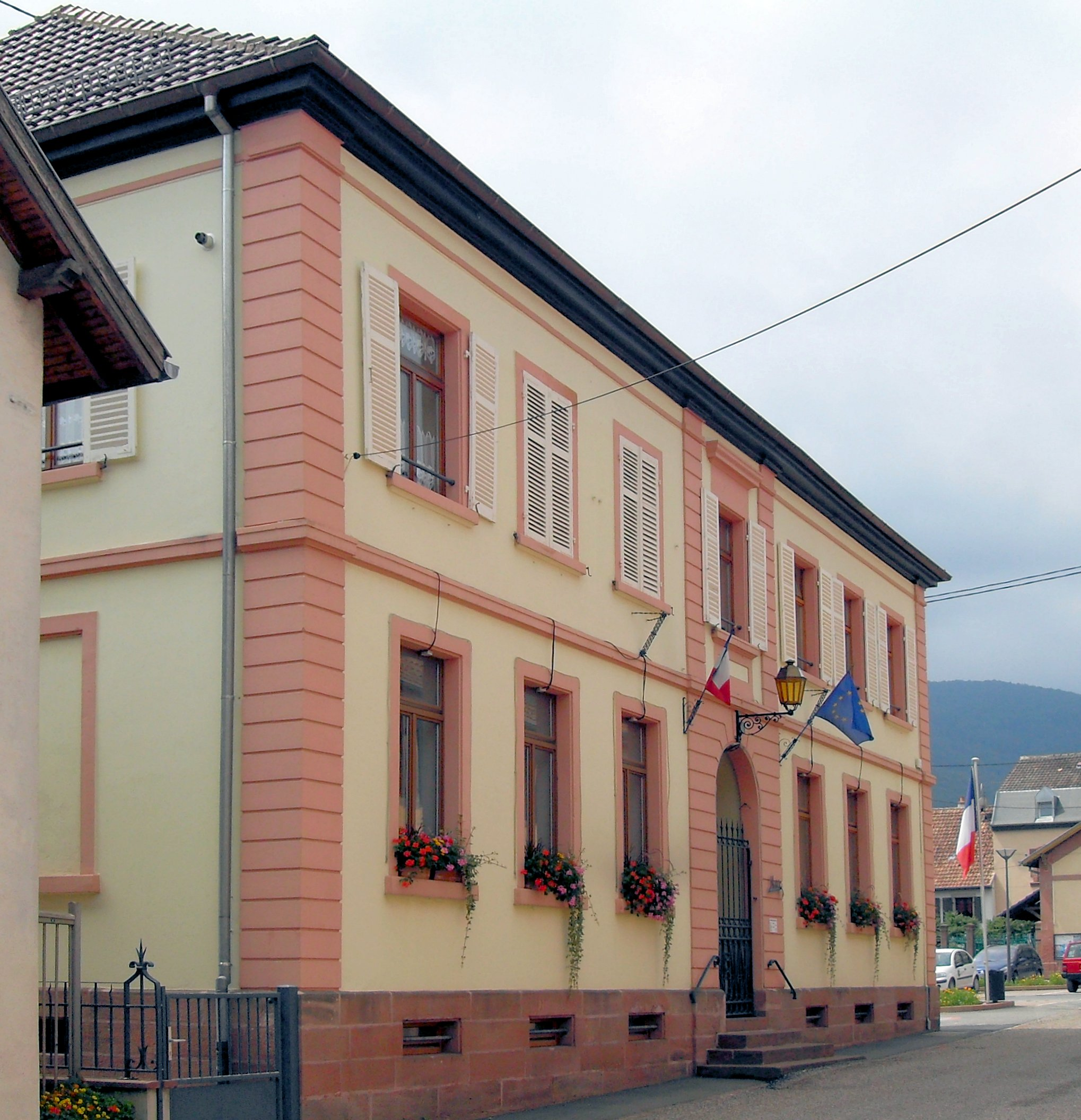
La mairie.

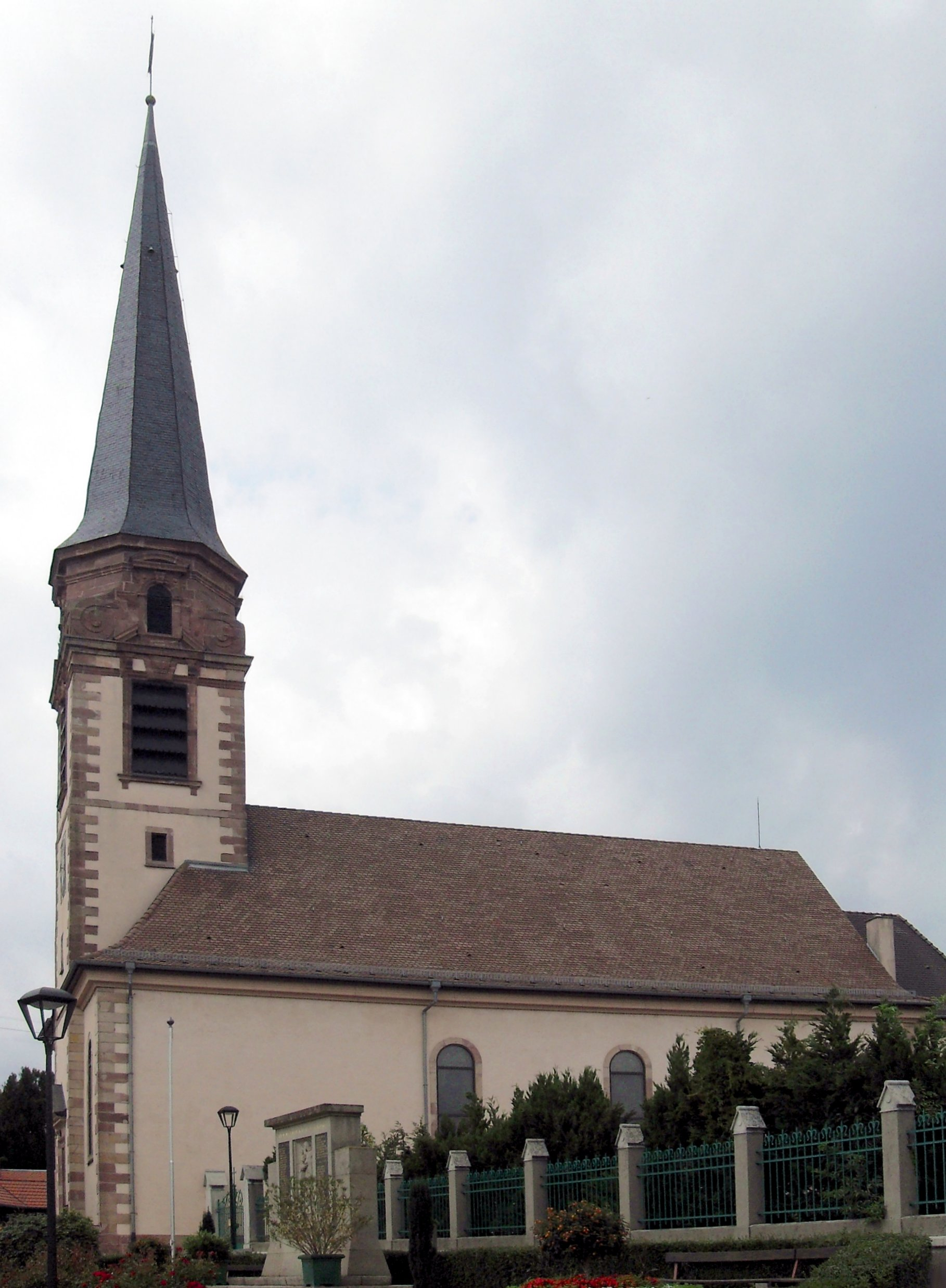
L'église Saint-Gilles.

Le village de Wuenheim est connu depuis le XIIIe siècle, mais était alors une annexe de la ville de Soultz appartenant au Haut-Mundat de l'évêché de Strasbourg. Le village était administré par un sergent (Waibel) et par quatre jurés (Geschworene). Toutes les décisions étaient présidées par un conseiller de la ville de Soultz. Wuenheim ne s'est émancipé de la ville de Soultz qu'à partir de 1832.
Dans ce village se trouvait le château d'Ollwiller (Olwilre en 1249, Ollewilre en 1254, Olwilr en 1260). L'ancienne forteresse d'Ollwiller fut rasée en 1752 par Dagobert de Waldner, et à sa place fut élevé le magnifique château actuel.
L'exploitation forestière et la viticulture sont pendant longtemps la principale activité  et la richesse de la localité. On aperçoit d'ailleurs encore quelques maisons vigneronnes opulentes qui sont le témoignage de ce passé viticole. Ce n'est qu'à partir du XVIIIe siècle que sera implantée dans le village la première usine textile, qui procure du travail supplémentaire à la population. En 1870, une fonderie est installée, ce qui accroît sensiblement la venue d'habitants. En 1905, le village connaît un pic avec une population de 1 059 habitants.
En 1915, Wuenheim, qui est proche des combats du Hartmannswillerkopf, les habitants du village furent évacués et seulement quelques maisons ont été épargnées. Le village est rapidement reconstruit dès 1920.
La commune a été décorée le 02 novembre 1921 de la croix de guerre 1914-1918.

### Jumelage
Wuenheim est jumelé avec la commune Allemande Grävenwiesbach depuis 1980. Le jumelage a été initié pour l'essentiel par M. Josef Grünenwald. Pendant la Seconde Guerre mondiale, cet industriel a vécu à Wuenheim avec toute sa famille. Son usine s'est trouvée à Soultz. Plus tard, il a déplacé plusieurs fois son usine jusqu'à arriver finalement à Grävenwiesbach. Son désir a été de toujours maintenir le lien avec sa partie d'origine, notamment parce que sa fille qui mourut à l'âge de 4 ans y trouva sa dernière demeure. Quand l'inimité entre La France et l'Allemagne a finalement pris fin, M. Josef Grünenwald souhaita construire les ponts afin que les deux peuples puissent se rencontrer.
En octobre 1970 Monsieur Josef Grünenwald a visité la cave viticole en Alsace. Les allemands furent accueilli à bras ouverts par l'homme d'Église Charles Golder.
M. Karl Gruber et M. Josef Martin alors maire du village, saisissent cette occasion pour envisager un jumelage.
S'est suivis une série de contacts entre les deux communes ce qui a consolidé l'idée de ce jumelage. On peut citer par exemple l'invitation de majorettes françaises par la commune allemande ou encore la fête en commun du 120e anniversaire de la chorale "Germania"
Le jumelage s'est concrétisé dans le cadre du 700e anniversaire de Grävenwiesbach, le 6 septembre 1980.

### Héraldique
| Blason de Wuenheim | Les armes de Wuenheim se blasonnent ainsi : « D'argent à la branche de sapin de sinople en pal adextrée d'une serpette contournée de gueules et sénestrée d'un soc de charrue de même la pointe basse. » |

## Politique et administration

### Budget et fiscalité 2015
En 2015, le budget de la commune était constitué ainsi :
- total des produits de fonctionnement : 500 000 €, soit 624 € par habitant ;
- total des charges de fonctionnement : 418 000 €, soit 521 € par habitant ;
- total des ressources d'investissement : 105 000 €, soit 372 € par habitant ;
- total des emplois d'investissement : 3 504 000 €, soit 131 € par habitant ;
- endettement : 559 000 €, soit 697 € par habitant.

Avec les taux de fiscalité suivants :
- taxe d'habitation : 9,95 % ;
- taxe foncière sur les propriétés bâties : 9,95 % ;
- taxe foncière sur les propriétés non bâties : 59,00 % ;
- taxe additionnelle à la taxe foncière sur les propriétés non bâties : 0,00 % ;
- cotisation foncière des entreprises : 0,00 %.

### Liste des maires
| Période                                  | Période  | Identité      | Étiquette | Qualité |
| ---------------------------------------- | -------- | ------------- | --------- | ------- |
| mars 2001                                | En cours | Roland Martin |           |         |
| Les données manquantes sont à compléter. |          |               |           |         |

## Démographie
L'évolution du nombre d'habitants est connue à travers les recensements de la population effectués dans la commune depuis 1831. Pour les communes de moins de 10 000 habitants, une enquête de recensement portant sur toute la population est réalisée tous les cinq ans, les populations de référence des années intermédiaires étant quant à elles estimées par interpolation ou extrapolation. Pour la commune, le premier recensement exhaustif entrant dans le cadre du nouveau dispositif a été réalisé en 2006.

En 2022, la commune comptait 769 habitants, en évolution de −3,63 % par rapport à 2016 (Haut-Rhin : +0,66 %, France hors Mayotte : +2,11 %).
| 1831 | 1836  | 1841 | 1846 | 1851 | 1856 | 1861 | 1866 | 1871  |
| ---- | ----- | ---- | ---- | ---- | ---- | ---- | ---- | ----- |
| 956  | 1 036 | 986  | 969  | 968  | 901  | 934  | 983  | 1 014 |

| 1875 | 1880  | 1885  | 1890  | 1895  | 1900  | 1905  | 1910  | 1921 |
| ---- | ----- | ----- | ----- | ----- | ----- | ----- | ----- | ---- |
| 941  | 1 015 | 1 016 | 1 038 | 1 013 | 1 030 | 1 059 | 1 031 | 662  |

| 1926 | 1931 | 1936 | 1946 | 1954 | 1962 | 1968 | 1975 | 1982 |
| ---- | ---- | ---- | ---- | ---- | ---- | ---- | ---- | ---- |
| 853  | 861  | 809  | 788  | 768  | 732  | 693  | 718  | 756  |

| 1990 | 1999 | 2006 | 2011 | 2016 | 2021 | 2022 | - | - |
| ---- | ---- | ---- | ---- | ---- | ---- | ---- | - | - |
| 800  | 850  | 815  | 788  | 798  | 779  | 769  | - | - |

## Lieux et monuments

### Église Saint-Gilles
L'église Saint-Gilles, citée pour la première fois en 1284. Il y a une vingtaine d'années, les paroissiens de Wuenheim ont fêté le bicentenaire de leur église paroissiale. Celle-ci fut construite à la fin du XVIIIe siècle sur l'emplacement d'un édifice ancien. Il est fait mention de cette église dans deux documents de 1298 où il est question de vignes situées "under der kilchun" et d'autres "iuxta ecclesiam de Wuona".
Puis dans une liste d'imposition pontificale en 1302 dans laquelle on parle d'une "Ecclesia Woenach". Quelques années plus tard, on fait mention de la présence d'une Fabrique d'église à Wuenheim : "Le 22 avril 1343, Elisabeth de Bollwiller lègue par testament... a chacune des fabriques des églises de Wuenheim, Thierenbach, Alswiller... une somme de 5 sols. La présence d'une église à Wuenheim est encore mentionnée dans la liste des bénéfices ecclésiastiques imposables à un certain taux figurant dans l'Urbaire des Pays d'Autriche des années 1394 et suivantes [...]. Ainsi donc la présence d'un lieu de culte à Wuenheim dès le XIIIe siècle ne fait aucun doute.". Nous ne savons pas à quoi ressemblait cette église, mais étant donné la taille du hameau de Wuenheim, il nous faut imaginer un édifice de petite taille dont la nef a pu être agrandie au cours des siècles suivants et ceci en fonction de la croissance de la population.
Une carte peinte en 1753 et une gravure en bois, exposées au musée du Bucheneck, nous renseigne quant à la forme de l'église de Wuenheim à cette époque. Sur la peinture, une grande chapelle se dresse au centre du hameau. Son clocher carré est recouvert par un toit en bâtière. Trois croquis datés de novembre 1779, nous renseignent davantage : la nef a une longueur de 13,95 m et une largeur de 7,50 m. puis représentée sur une peinture de 1784. L'édifice comporte 4 cloches.
L'orgue de Valentin Rinckenbach, datant de 1857, a été remplacé en 1924 par un nouveau buffet et un instrument par Joseph Rinckenbach,.

### Retable
L'inventaire du patrimoine mobilier par le service régional de l'inventaire : 2 autels, retables (2, autel secondaire, autel tombeau, paire), autel de la Vierge, autel de saint Joseph. Les retables proviendraient (?) de l'ancienne église et pourraient dater de la première moitié du XVIIIe siècle.
Le retable de Notre-Dame de Sewen a été inauguré le 8 septembre 1864.

### Château d'Ollwiller

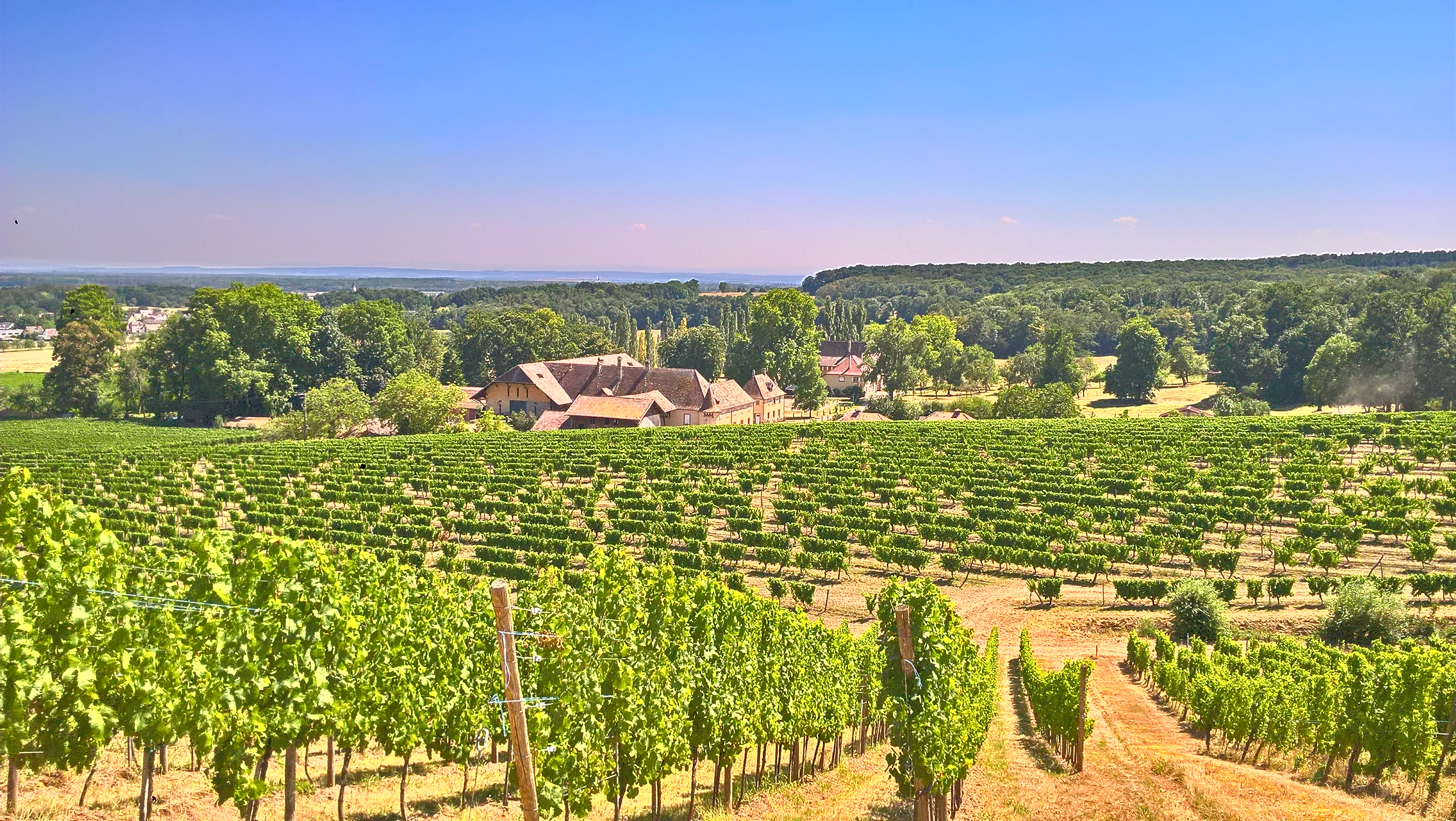
Le château d'Ollwiller entouré de son vignoble

Le château de Godefroy Waldner de Freundstein. Un domaine appartenant à l'abbaye de Lieu Croissant en Franche-Comté fut vendu en 1260 aux Waldner de Freundstein.
C'est dans la banlieue de Wuenheim, qui dépendait jadis de Soultz, que se trouvait le château d'Ollwiller (Olwilre, 1249, Ollewilre 1254, Olwilr 1260). L'ancienne forteresse d'Ollwiller fut rasée en 1752 par Dagobert de Waldner, et à sa place fut élevé un magnifique édifice.
Le château d'Ollwiller est l'un des deux seuls châteaux (avec le château d'Orschwihr) à produire du vin en Alsace sous la dénomination « château ».

### Calvaires
Croix monumentales, calvaires.

### Monument aux morts

#### Après la Première Guerre mondiale (1914-1918)
La Grande guerre a porté un rude coup à notre village. Les habitations ont été endommagées ou détruites, et la population exilée. Notre localité comptait 1 031 habitants en 1910 ; on n’en dénombrera plus que 662 en 1921 (853 en 1926). Comme dans beaucoup d’autres communes, on décida alors d’ériger un monument destiné à perpétuer le souvenir de ce désastre historique afin qu’un tel événement ne soit plus jamais provoqué par les hommes.
« La place du monument aux morts était occupée avant la guerre 1914 à 18 par des maisons d’habitations, détruites par les bombardements. Après l’Armistice de 1918 elles furent remplacées par 2 baraques d’habitation provisoires. Vers les années 1924, cet espace, acquis par la Commune, fut aménagé en place destinée à recevoir le monument aux morts et le reste à l’agrandissement du cimetière. Ce qui donne l’image que nous connaissons aujourd’hui ». Le monument aux morts fut terminé en 1933. Le gros œuvre a été réalisé par les Établissements Gervasini d’Altkirch, les marbres d’origines ont été fournis par Hoog et Castellazini de Guebwiller, et la sculpture a été réalisée par les Établissements Brutschy de Ribeauvillé qui avaient déjà fourni le calvaire à l’entrée du village.
« Il me semble qu’il y a lieu de féliciter le Conseil Municipal de l’époque pour cette heureuse initiative, le monument étant bien situé à l’ombre du clocher et à l’entrée du cimetière […]. Il me semble que c’est surtout le bas-relief qui mérite une mention spéciale. Il représente […] 2 soldats, reconnaissables uniquement à leur épée (ce pourraient être des soldats romains) cherchant recours auprès du Christ. Je pense que ce choix fut particulièrement heureux pour illustrer un monument aux Morts, spécialement en Alsace: si, outre-Vosges, souvent, on voit le monument aux morts, représentant un soldat en uniforme français et portant l’inscription: ”Mort pour la France”, en Alsace les victimes portaient l’uniforme prussien et la mention: Mort pour la France, aurait été tragiquement déplacée […]. »
En effet, sur notre monument, on lit simplement « Aux enfants de Wuenheim victimes des deux guerres » sans mentionner la nation pour laquelle ils ont combattu. D’autre part, le Christ symbolise celui qui accueille sans distinction de race, de religion, de nation, de classe sociale… Pour ce premier conflit, on dénombre 28 victimes militaires et 10 victimes civiles. « Les deux parterres ronds, des deux côtés du monument, au début, étaient conçus comme bassins, agrémentés, les jours de fêtes d’un jet d’eau »,.

#### Après la Seconde Guerre mondiale (1939-1945)
Lors de l’inauguration de ce monument, on ne se doutait pas que 6 années plus tard notre pays serait à nouveau en guerre. Heureusement, cette fois-ci Wuenheim ne fut plus situé sur la ligne de front. Si les habitations furent relativement bien épargnées durant ce conflit, ce ne fut malheureusement pas le cas de la population masculine de notre région qui fut cruellement saignée à partir de l’année 1942. L’inscription sur le Mémorial du Rote Rain à l’ouest du village nous en rappelle les faits : « Ordonné au mépris de la Convention d’Armistice, par le Gauleiter Wagner le 25 août 1942, une mesure d’incorporation de force dans la « Wehrmacht » a eu pour résultat de mettre, contre son gré, l’ensemble de la jeune génération alsacienne au service de l’Allemagne. Les chiffres sont éloquents : 189.000 incorporés de force dans l’armée allemande, 40.000 jeunes gens affectés au « Reicharbeitsdienst », 60.000 aux formations auxiliaires féminines, 20.000 à l’organisation Todt. Ainsi aux douleurs et à la souffrance provoquées par la séparation d’avec la mère patrie dès juin 1940, une nouvelle croix est venue s’ajouter aux départements du Rhin et de la Moselle. Contribution sanglante, puisque 30 000 familles pleurèrent la mort de l’un des leurs, 12.000 incorporés ont disparu, 10.000 amputés et grands blessés, et 30 000 blessés. »
Après la Seconde Guerre mondiale, il a fallu donc remplacer les épitaphes pour y ajouter les nombreux tués de ce second conflit. On y dénombre 18 victimes militaires (dont 8 disparus sur le front russe).
On y remarque le nom de Halm Joseph qui est caractérisé par 2 médailles. Halm avait rejoint la marine anglaise pour combattre les Allemands et était décédé lors de la perte de son sous-marin en avril 1943.
Un autre nom, Zeyer Lucien, se distingue également sur la liste des victimes. Il s’agit d’une victime civile de 16 ans, mortellement touchée lors de l’offensive allemande de juin 1940.

### "Konsumverein"[44],[42]
Le Konsumverein « Einigkeit » (ou « Coop-Union ») de Wuenheim était une coopérative de consommateurs qui cherchaient à trouver des denrées à des prix plus avantageux. Celle-ci a été créée par quelques Wuenheimois lors de l’assemblée générale du 29 janvier 1893.
Charles Ledermann, secrétaire de la coopérative, dans une note de 1959, salue le courage et la solidarité des membres fondateurs qui avaient osé entrer en concurrence avec des boutiques plus anciennes, tenues par les notables de Wuenheim. Beaucoup de villageois eux-mêmes étaient hostiles à la création de la coopérative qu’ils estimaient être une « opposition » aux anciennes familles de Wuenheim.
Mais la persévérance des fondateurs a payé. Le premier magasin était une petite salle de vente qui se trouvait dans une pièce de la maison Billing, l’actuelle no 66 rue principale. Les produits étaient vendus les soirs après 18h par les membres du Comité. La création de ce point de vente concurrent fit baisser les prix de l’ensemble des produits vendus au village.
« Après les soucis des commencements, beaucoup d’habitants se sont réjouis de la présence de la coopérative qui jouissait d’une telle popularité, que l’achat d’une maison pour remplacer le local fut envisagé. Après avoir surmonté des difficultés innombrables, et grâce aux aides gratuites de membres et une gestion exceptionnelle du magasin, celle-ci se réalisa en l’année 1904. La coopérative avait montré sa viabilité, et son droit d’exister a été sécurisé ».  Le nouveau point de vente se situait maintenant dans une maison située sur la place de la mairie. Sur le fronton de la porte d’entrée de la boutique nous pouvons encore y lire « Konsumverein 1904 ». Les adhésions ont rapidement augmenté et il a été décidé d’ouvrir le magasin toute la journée. Dans ce but, un membre méritant a été embauché en tant que vendeur.
Interrompues pendant la Grande guerre, les ventes du Konsum ont rapidement repris en 1919 grâce aux dévouements des sociétaires qui réparèrent la maison. L’activité  commerciale pris de l’ampleur. À cette époque, la coopérative regroupe 210 membres inscrits et deux vendeuses deviennent nécessaires pour servir les nombreux clients. En plus de l'épicerie, on trouvait vin, charbon et autres denrées.
Quelques années plus tard, on décida de vendre du pain. L’association acquit une propriété attenante, où on installa un fournil. Les investissements nécessaires ont été financés par les membres eux-mêmes. La coopérative embaucha un boulanger en 1927. La vente du pain augmenta considérablement l’activité du Konsum. Certains jours, le boulanger consommait 150 kg de farine, et les samedis il devait se faire aider pour fabriquer entre 1200 et 1600 pains.
Ce fut l’âge d’or de la coopérative. Des dividendes respectables étaient reversés aux coopérateurs en fin d’année.
Arriva la Seconde Guerre mondiale. En 1942 la gestion de la coopérative fut rattachée au groupement des Coopératives de Mulhouse. Le fonctionnement de la boulangerie fut arrêté, et les produits et pains livrés depuis Mulhouse.
À la fin de la guerre, l’assemblée générale vota pour reprendre son indépendance. Celle-ci se réalisa vers 1950 et l’association prit le nom de « Coop-Union ». Elle distribua encore pendant quelques années d'intéressants bénéfices. Mais peu à peu, le développement des "grandes surfaces" environnantes et l'augmentation du nombre de voitures à Wuenheim, rendirent les sociétaires infidèles. Malgré réformes et économies, l’assemblée générale du 18 décembre 1976 dut prononcer la liquidation de Coop-Union. Le magasin et son stock furent vendus à Monsieur Wilser qui ferma définitivement la boutique en 1986.

## Personnalités liées à la commune
- Godefroy, comte de Waldner de Freundstein (26 février 1757 - Olwiller[47], Wuenheim † 4 octobre 1818 - Mulhouse), homme politique français du XIXe siècle, conseiller général et député du Haut-Rhin (1811-1814).
- Édouard Waldner de Freundstein
- Diana Rabe von Pappenheim
- Famille de Waldner von Freundstein
- Joseph-Abel Couture. Frère aîné de Guillaume-Martin Couture, Joseph-Abel Couture fut l'élève de Le Carpentier (1709-1773) qu'il assista dans plusieurs de ses chantiers : le château d'Ollwiller en Alsace pour la famille de Waldner von Freundstein (1751).
- Regis Gross (Champion de VTT) travaillant chez Mahle